# Pereświaty
Pereświaty (lit. Parsvėtas) – jezioro o powierzchni 0,874 km² na Litwie, w gminie Ignalino.